# Clubhouse (app)
Clubhouse is een social media applicatie die functioneel volledig draait om audio. Clubhouse geeft geregistreerde gebruikers de mogelijkheid om live gesprekken te voeren en bij gesprekken mee te luisteren.

## Achtergrond
Clubhouse werd in april 2020 voor het besturingssysteem iOS gelanceerd door de Amerikanen Paul Davison en Rohan Seth, die enkele maanden daarvoor het softwarebedrijf Alpha Exploration Co. hadden opgericht. Al snel na lancering werd door middel van een financieringsronde twaalf miljoen dollar opgehaald waarmee Clubhouse op 100 miljoen dollar werd gewaardeerd.
Door deze financiering, het aantrekken van beroemdheden en exclusieve toegang werd Clubhouse al snel populair in de Verenigde Staten. Onder andere Elon Musk, Oprah Winfrey, Kanye West en Ashton Kutcher zijn actieve gebruikers van de app. Clubhouse is alleen toegankelijk op uitnodiging, omdat de applicatie zich in testfase (bètaversie) bevindt, Elke nieuwe geregistreerde gebruiker krijgt twee uitnodigingen, waarmee twee nieuwe mensen uitgenodigd kunnen worden.
Eind februari 2021 gebruikten naar eigen zeggen 10 miljoen gebruikers Clubhouse op wekelijkse basis. Volgens onderzoek zouden per maart 2021 meer dan een miljoen Nederlanders gebruik maken van Clubhouse.
Medio mei 2021 werd Clubhouse ook beschikbaar voor het besturingssysteem Android.

## Functie
Als ware het een digitaal clubhuis − daarom de naam van de app − biedt Clubhouse gebruikers toegang tot verschillende 'kamers' waarin de gesprekken worden gevoerd. Sommige kamers zijn openbaar, andere zijn besloten. In openbare kamers kan iedereen die dat wil naar binnen gaan en meeluisteren met het gesprek. Een moderator leidt de discussies door luisteraars in sprekers te veranderen of ze weer te dempen. Luisteraars kunnen de hand op steken als ze als spreker willen worden aangewezen. Deze gesprekken kunnen in een agenda worden aangekondigd, maar worden niet bewaard en kunnen niet worden teruggeluisterd.

## Privacy
Er zijn verschillende problemen met privacy en beveiliging bij Clubhouse gesignaleerd.
Het Stanford Internet Observatory (SIO), een multidisciplinair programma met als doel misbruik van internet te signaleren en tegengaan, constateerde in februari 2021 een aantal beveiligingsproblemen van Clubhouse. Zo werkt Clubhouse met software van het Chinese bedrijf Agora Inc., waardoor data van gebruikers op servers in China terecht zouden kunnen komen en het risico zou bestaan dat Chinese overheidsdiensten toegang tot de deze data kunnen krijgen. In dezelfde maand werd bekend dat een hacker in staat was geweest audiofeeds vanuit 'meerdere kamers' naar zijn eigen website te streamen. Het SIO gaf hierop aan dat Clubhouse geen privacy beloften kon doen voor gesprekken waar ook ter wereld.
Daarnaast is er kritiek op de manier waarop de app gebruikers onder druk zet om om hun adresboekgegevens te delen en hoe Clubhouse deze gegevens vervolgens gebruikt. Zo geeft Clubhouse aan welke telefoonnummers van de gebruiker ook in de contactlijst staan van de gebruikers waarmee de gebruiker verbonden is.
In China werd Clubhouse in februari 2021 geblokkeerd nadat er diverse ongecensureerde discussies op de app werden gevoerd over onderwerpen die in het land taboe zijn.